# ユナイテッド航空409便墜落事故
ユナイテッド航空409便墜落事故（ユナイテッドこうくう409びんついらくじこ、英語：United Airlines Flight 409）はアメリカ合衆国の航空会社であるユナイテッド航空所属のDC-4（機体記号：N30062）がロッキー山脈に激突した航空事故である。

## 事故の概略
1955年10月6日、409便はニューヨークからサンフランシスコまでを飛行する大陸横断便であり、途中経由地であるデンヴァーからソルトレイクシティまで飛行するため午前6時33分出発した。409便として運航されていたダグラスDC-4は、予定航路を西へ30Kmも逸脱し、現地時間午前7時25分ごろに、ララミーから西へ50Km離れたワイオミング州センテニアル郊外にあるメディソン山（標高3500m）の山頂近くに衝突した。この事故で乗客63名、乗員3名の全員が犠牲になった。

## 事故原因
事故発生後、ワイオミング州空軍は2機の飛行機を急送した。うち1機が、山肌に激突しがけ下に転がり落ちていた残骸を発見した。事故原因として事故機が定刻よりも83分も遅れており、その遅れを取り戻すためにフライトプランの航空路よりもショートカットしようとしたとの憶測もあった。また、旅客機が異常に低い対地速度を示していたため、衝突直前に上昇を試みていたとみられていた。そのためいくつかの原因が指摘されたが確定されなかった。
- 事故発生当時、周辺は雪に覆われており、山頂は雲に隠れていたが、上空は比較的視認できたはずなので、航法ミスで逸脱したとは考えにくい。そのため、操縦室のヒーターの不具合で有毒ガスが発生し、運航乗務員が意識喪失した可能性も考えられた。しかし、実証することは不可能である。
- 少なくとも、運航乗務員の意思で航空路を逸脱したのは間違いないが、その動機は不明である。そのため、事故原因は人的ミスの可能性があるが確定することは出来ない。

なお、機体および搭乗者の遺体の収容作業は10月11日に終了した。しかし多くの残骸が収容不能の山岳部に残されていたため、ユナイテッド航空は、残骸を完全に破壊することを軍に要請し、残骸はナパーム弾で破壊された。しかし、現地には409便の小さい残骸がまだ存在しているという。
この事故の後、民間航空路線の安全のために管制レーダーの覆域を拡大するための予算措置が決定された。